# Tom Brown (football américain)
Pour les articles homonymes, voir Tom Brown, Thomas Brown et Brown.
(en) Statistiques sur pro-football-reference
Thomas William Brown, né le 12 décembre 1940 à Laureldale et mort le 23 avril 2025, est un joueur américain de football américain et de baseball.

## Enfance
Brown fait ses études au sein de la Montgomery Blair High School et joue au football américain ainsi qu'au baseball. Il intègre l'université du Maryland jouant encore à ces deux sports lors de son séjour chez les Terrapins.

## Carrière

### Université et saison chez les professionnels en baseball
Au sein de l'équipe du Maryland, Tom Brown se montre notamment lors de la saison 1962. Il inscrit six touchdowns sur quarante-sept ballons reçus et intercepte six passes. Il reçoit le titre d'All-American pour ses performances en football américain mais également en baseball. Sélectionné lors de la draft de la NFL de 1963 par les Packers de Green Bay, au second tour, il décide de se tourner vers le baseball et rejoint les Senators de Washington. Après une saison 1963 décevante durant laquelle les Senators sont défaits 106 fois contre 56 victoires, il revient en NFL chez les Packers.

### Carrière en NFL et retraite
Le safety s'intègre à Green Bay et remporte trois championnats NFL ainsi que deux Super Bowl. Lors du championnat 1966, il intercepte une passe en fin de match, permettant aux Packers de s'adjuger le titre de champion face aux Cowboys de Dallas. En 1969, l'entraîneur Vince Lombardi signe avec les Redskins de Washington et effectue son premier échange en amenant Tom Brown à Washington. Cependant, le numéro 21 se blesse lors de son unique match, contre les Saints de La Nouvelle-Orléans, et est libéré en 1970.